# Rubrepeira rubronigra
Rubrepeira rubronigra là một loài nhện trong họ Araneidae.
Loài này thuộc chi Rubrepeira. Rubrepeira rubronigra được Cândido Firmino de Mello-Leitão miêu tả năm 1939.